# Gare de Saint-Barthélémy
La gare de Saint-Barthélémy est une gare ferroviaire française de la ligne de Paris-Lyon à Marseille-Saint-Charles, située sur le territoire de la ville de Marseille, dans le département des Bouches-du-Rhône, en région Provence-Alpes-Côte d'Azur.
Elle est mise en service vers 1850 par la Compagnie des chemins de fer de Paris à Lyon et à la Méditerranée (PLM) et fermée en 2007.

## Situation ferroviaire
Établie à 48 mètres d'altitude, la gare de Saint-Barthélémy est située au point kilométrique (PK) 859,343 de la ligne de Paris-Lyon à Marseille-Saint-Charles, entre les gares ouvertes de Séon-Saint-Henri et de Marseille-Saint-Charles. Elle est séparée de la première par les gares fermées du Canet, de Saint-Joseph, de Saint-Louis-les Aygalades et Séon-Saint-André.

## Histoire
En 1862, elle dessert un village de 693 habitants et est la dernière station de la « banlieue de Marseille » avant la grande gare de la ville.
La « station » de « Saint-Barthélémy » est l'une des 1 763 gares, stations ou haltes de la Compagnie PLM listées dans la nomenclature 1911. Elle est ouverte uniquement au service de la grande vitesse, limité au service des voyageurs, des bagages et des chiens avec billets, transportés exclusivement par trains légers circulant entre Marseille et Rognac,. C'est une gare de la ligne de Paris à Marseille et à Vintimille située entre les stations du Canet et de Marseille.